# 江島鐡雄
江島 鐡雄（江島 鉄雄、えじま てつお、旧姓・熊野、1889年〈明治22年〉1月 - 1935年〈昭和10年〉）は、日本の政治家（下関市会議員）、家主、工学博士。参議院議員江島淳の父。参議院議員江島潔の祖父。

## 人物
山口県人・熊野報介の三男。先代伊助の養子となり1916年、家督を相続する。海軍大尉に任ぜられる（のち海軍少佐）。1922年、京都帝国大学工学部電気工学科を卒業する。のち工学博士の学位を授けられる。
推されて下関市参事会員である。方面委員である。住所は山口県下関市貴船町。

## 家族・親族
江島家
- 養母・ミヨ（1859年 - ?、山口、江上與八の二女）[6]
- 妻[注 1]（1897年 - ?、熊本、江藤樹の姪[2][6][7][8]、江藤鋪の長女[13]、江藤智の姉[13]）
- 長男・淳[1]（1927年 - 1987年）
- 長女[2][6]
- 二女[2][6]
- 孫

親戚
- 妻の父・江藤鋪（熊本士族、陸軍少将）[13]